# Lūjandeh
Lūjandeh (persiska: لوجنده) är en ort i Iran.   Den ligger i provinsen Mazandaran, i den norra delen av landet, 230 km öster om huvudstaden Teheran. Lūjandeh ligger 1 190 meter över havet och antalet invånare är 313.
Terrängen runt Lūjandeh är lite bergig. Runt Lūjandeh är det ganska tätbefolkat, med 100 invånare per kvadratkilometer. Närmaste större samhälle är Yakh Kesh, 17,8 km norr om Lūjandeh. I omgivningarna runt Lūjandeh växer i huvudsak blandskog.